# Stâlpeni
Stâlpeni est une commune roumaine située dans le județ d'Argeș.